# 放課後キッチン
『放課後キッチン』（ほうかごキッチン）は水田恐竜による日本の漫画作品。掲載雑誌は『みこすり半劇場増刊コミックPocoちゃん』から『みこすり半劇場』本誌へと移った。単行本は8巻まで発売。1・2巻では「ももこACTIVITY」が姉妹作として掲載されている。

## 概要
16歳で学生結婚した女子高生ちかこが、ダンナやクラスメイト達とドタバタを繰り広げる4コマギャグ漫画。
2・8巻末には作者のコメントが綴られたあとがきと、3～7巻末には他の作者（いさやまもとこ等）のパロディ漫画の「ともだちキッチン」が掲載されている。また、2巻末のあとがきには作者の未発表作品『元祖放課後キッチン』が11本中5本掲載されたが、その当時ちかこは内気な性格かつギャグは「死にマネ」のみで、ダンナはメガネをかけており顔も出てこなかった。
当時の『みこすり半劇場』連載作品としては珍しく卑猥な下ネタが比較的少ない部類の作品であったこともあり、読者層も意外と広く、小学生が似顔絵投稿をしたり、女性編集者が中学生の頃から読んでいたと8巻末のコメントで明らかにされた。
約10年もの長期連載という事もあってか設定に幾分か矛盾が生じることもある。例えば1巻でちかこ達が2年生になったとされているが2巻では1年生に戻っている。

## 登場人物
吾妻ちかこ
この作品の主人公で、16歳の女子高生にして既婚者。旧姓は不明（兄である武も名字は不明）。
性格は良く言えば好奇心旺盛で明るく、悪く言えば非常識かつイタズラ好きで、時々笑い事ではすまされないイタズラもする。
身長は153cmで（4巻のダッチワイフネタより）、体操服はジャージよりもブルマーが似合うと言われてしまう。また、ワンピースよりスリップが似合うとも言われた。ダンナと歩いていると親子や兄妹と間違われることもある。
連載初期は丸みがかった髪型であり、次第にボサボサになっていった。小千谷先生やみづほに高級スキンを買わせたり、レジ係の品物読み上げの際にネタにした。更にはトキちゃんが飼っている犬にも買わせようとしたがトキちゃんがメモを見つけたので未遂に終わる。
勢いで結婚した様なもので、主婦業はイマイチであり、特に料理に関しては残骸と言っていいほど焦がしている。ただしそれはごちそうと呼ばれる様な料理限定で、冷蔵庫にある物をただぶち込んだ様なものは成功しやすいらしい。また、食べ物を冷蔵庫にずっと放置して食べるのを忘れる事が多く、カビを生やしたり、じゃがいもは長い芽を出すほど放置することもあった。
小中学時代はソフトボール部に所属していたため、少年野球のコーチや草野球のチームに入った（ただし早起きした時しか参加しない）。スキーやスノーボード、スケートなどといった「すべり系」は大の苦手だがソリは得意。普通にすべって監視員を振り切ったりスノボ用のビンディングクリップを取り付けてエア技を決めるほどなのに、前述の通りスノボだと1メートルもすべれない（本人も何故できないのか不思議に感じている）。
勉強嫌いでもあり、ダンナに勉強しろと責められるととにかく主婦業に走るなど現実逃避をひたすら行う。また、試験で平均点50点以上を取りそうだと感じると、大雪が降ると言われた事もあった（ただし、その時は何点取ったかは不明）。作中明らかになっている点数は30点と47点。
寝相が悪く、よくベッドから落ちる。またみづほも寝相が悪くちかこと2人で一緒に寝ている所を見たダンナは「いずれオレみたいな亭主が増えるんだろうな」と感じた。その他にも盲腸で入院中ベッドから落ちて退院が延びてしまった事もあった。
ネコのかぶりものをよくかぶり、草野球や体育祭で応援に使ったり、イタズラや犬をおどかすために使ったりするが、契約切れでアパートを引っ越してからは処分したのか一度も登場しなくなった。また、はじめの頃は口元が大きかったがのちに小さくなる。
ハンバーガーショップでバイトをしていた所を小千谷先生とばったり会った時、校則で禁止されていると注意されたが主婦のパートという事でごまかした事もある（1巻より）。
時々興味本位でギャンブルをすることもある。またその時競馬では適当な馬券（面白い名前の馬）を買って万馬券を当てたり、パチンコでは拾った1個のパチンコ玉で大当りを出した事もあるほどの強運を持っている。
みづほほどではないが、盲腸やインキン、水疱瘡といった肉体的なトラブルを時々起こす事がある。盲腸は手術の傷後が残ったがたいして気にしておらず、学校で傷跡を薫とトキちゃんに見せびらかした。
犬は嫌いではないが、大きめの犬には変な懐かれ方をされるため、時々対抗策として巴投げやパイルドライバーなどの技をかける。
6巻からサンディと一緒に陶芸教室を習う様になった。ただし、遊び半分で来ているためロクなものを作ろうとしない。更に7巻では登り窯でオマルを作った翌日下痢を起こした事もあった。
終盤でいきなり3年生になり妊娠した。ただし妊娠中、色々な事がダンナに禁止されてしまい、子供が生まれるまでの間はエッチも禁止だったためストレスで気が狂いそうになった上、卒業式は陣痛が来るとまずいのでちかこだけ教室で行われたという不満ばかりの状況だった。そして卒業式の日に無事に出産したが、サンディに暑中見舞いの絵ハガキを送った時はカンガルーの着ぐるみを着て3ヶ月になった自分の娘を袋に入れており、高校生の時とたいして変わらない性格だった。
吾妻幸夫
ちかこの夫でちかこから「ダンナ」、トキちゃんやサンディ達からは「ダンナさん」と呼ばれる。
初期は会社内で結婚が噂になり、居眠りをしていた時に会社の同僚から嫌な目で見られる夢を見る程であった。また、出張先でも噂になっていた。
タバコが好きでくわえながら話す事がほとんどである。一度煙たがっていたちかこに肺がんになると言われた事もある。ただしダンナはちかこが焦がしたトーストを見て、「先に胃がんになりそうだ」と言い返した。
時々ちかこのイタズラに対抗し逆襲をすることもあるが、みづほやサンディに恥ずかしい所を偶然見られてしまい、弱みを握られたり、ショックを受けたりと散々な目に会った。また、偶々風呂を借りていたちかこの母とは知らず毒霧（粉ジュース）をかけた事もあった。
妹のみづほと違いギャンブルは特に興味はなく、みづほがパチンコをしていた時に付き合いでやる程度だった（麻雀は結構好き）。
ちかこの勉強や成績には非常に厳しく通知表を確認しようとするが、ちかこが逃げ出してしばらく帰って来なかったり、通知表を細工したりするばかりで見られない事が多かった。また、ダンナがちかこに勉強を教えるそぶりは何故か全く見せない。
興味を持った新聞記事を切り抜き、ファイルに保存するのが趣味。ニキビが出来た時、ちかこに「その年でニキビ？」とバカにされ、新聞の記事を読み「尋常性挫創（じんじょうせいざそう）が出来た」と対抗した（みづほも同じような趣味を持っているが全て競馬新聞の記事である）。
両親は健在だが一度も登場しなかった。ただし母親だけは顔は出ていないが一度だけ登場した。
吾妻みづほ
幸夫（ダンナ）の妹で、大学生。ちかこの年上の義理の妹でもあり、ちかこからは「みづほ」（初期の頃はみづほちゃん）と呼ばれ、みづほは「義姉さん」と呼んでいる（ただし小千谷先生に武の事を紹介したときは「ちかこの兄さん」と呼び捨てだった）。
初期の頃はダンナに餞別をたかり卒業旅行に行くが、実は単位が足りておらず結局留年してしまう。その後、家に帰りづらくなったので少しの間ちかことダンナの家に居候していた。
ギャンブル狂という設定は2巻から登場した。ただし、その時は麻雀が好きなだけで小千谷先生とのデートや翌日帰国する留学生相手だろうがおかまいなく麻雀をやる。また、小千谷先生が宿直担当の時には宿直室でも麻雀をやっていた。そして2巻の後半から、パチンコや競馬に万単位の金額を賭ける本格的なギャンブラーになり、夢中になるとデートで一緒に来た小千谷先生のことさえ忘れてしまう。親友であるサンディでさえも賭けのために利用する事もある。
ダンナとちかこいわく、恋愛やエッチに関しては昔から淡白で、小千谷先生とエッチするまで処女であることが明らかになる。また、たった1回エッチしただけで、すぐ眠ってしまう事をちかこに電話で告白した。
ギャンブルばかりしているせいか運動不足で肉体的なトラブルをよく起こし、ちょっと体を動かしただけでギックリ腰になったり、1度だけ痔になったりしていた。また昔から運動も苦手で2キロも歩かないうちにばててしまう。
6巻で急に太り出した。一応ダイエットを心掛けていたがギャンブルばかり優先していたので、ちかこに弱み（パンチラ写真）を握られるまでは積極的にやろうとはしなかった。ちなみに太っていた時は何故か小千谷先生とは1度も絡みがなかった。
4巻で花粉症になり、春になると花粉症に悩まされるのが定番になった。また、花粉症対策としてマスクとサングラスをつけるが上手く喋れない上、ちかこに変質者呼ばわりされる。さらにひどい時は濁音ばかり出て、小千谷先生が通訳をしなければ、何を喋っているのかわからないくらいであった。
作中で自動車免許を取得したが、運転が無茶苦茶でちかこたちはパニックになるが本人は意外と快感だというとのこと。
最終回でちかことダンナの子供が産まれた時、病院にお祝いに来たが実は男の子か女の子のどちらかが産まれるかをちかこと賭けていたので、ダンナに「母親と叔母が不謹慎だ」と呆れられる。
設定に矛盾が一番多い人物でもある。例えば1巻でみづほはS女子大に通っていると自分で言っていたが、2巻では男子がいたため明らかに男女共学である（その時は「ぶんか大学」に変わっていた）。
そして年齢は登場人物の紹介では20歳（7・8巻）という事になっているが、元々これは小千谷先生が推定した年齢であり、詳しい年齢は不明。しかし20歳だと確定すれば大学2～3年生という事になり卒業旅行に行っているのは明らかに矛盾がある。
小千谷先生
ちかこの担任で31歳。担当科目は英語。
みづほと付き合うまでは既婚者であるちかこを羨ましがるネタやさみしい一人暮らしネタが強調されていた。エッチな事を想像しただけで「やるせなく」なるらしく、どこかに逃げ出す事もある。
ちかこ達と海で偶然会った時は色々なものを持って来ており、ちかこ達を驚かせた。
ちかこのイタズラに振り回される事が多いが、時々仕返しをすることもある。例えば、ちかこが補習をサボろうとしたとき、ダンナに電話したとカマをかけ補習に参加させたり、勝手にプールで泳ぐちかこの制服をこっそり隠したりした。
教師らしく年齢制限を無視するちかこに対してギャンブルを止めさせようとするが、ちかこに弱みを握られてばかりいる。またちかこ達が花見の時酒を飲んでいる時は知らんぷりをしていた。
みづほとは違いギャンブルは控えめな性格で、ちかこが適当な馬券を千円買おうとした時は百円しか許さないと言うくらい慎重である。ただしその時ちかこが買った馬券は万馬券であり、みづほは万馬券を知らないちかこに対して小千谷先生の事を「こいつが馬鹿野郎って事」と説明した。理由はもちろん千円買っておけば10万円になっていたためだが、ちかこ本人は弱みを握ったので気にしていなかった。
7巻あたりからみづほ絡みのネタ以外はチョイ役として登場し、最終回では妊娠中のちかこを厄介者としてしか見なくなった（ちかこ自身が「妊婦という立場」でずうずうしく居直っていたからというのもある）。
1巻初期では保健体育の授業は担任が受け持つ事になっていたが、2巻ではトキちゃん達が保健体育で習った「黄体ホルモン」についてどのようなものと聞いた時「なるほど」と答えていたので、いつの間にかその設定は無くなっていた。
1巻に4歳上の姉と甥っ子が登場しており、姉にみづほと結婚したら姉とちかこはどんな関係なんだろうと質問した。
サンディ
アメリカから来た留学生でみづほの友達。出身はユタ州。1巻で19歳と紹介される。みづほとは1年生の頃に学食で知り合った（2巻より）。ちかこからは「サンちゃん」と呼ばれる。
初登場の時はセリフにカタカナが多かったが、その後はカタカナ表記が無くなったり「お金ないヨ」と語尾がカタカナになったりする。
親が仕送りをしないので生活は非常に苦しく、バイトを朝から晩まで掛け持ちしている。時々バイト先では賄いをもらう事もある。
日本の文化に非常に関心があり、落語を覚えたり信楽焼や絹織物などを奮発して買ったりするため、常に貧乏な状態。お金がないので時々質入れすることもある。連載後期では、もはや日本人以上の日本通となっており、みづほやちかこに日本文化を再教育する場面も多々見られるようになる。出身地ゆえにモルモン教徒であるが信仰にはあまり熱心ではなく、それどころか日本文化の都合の良い部分を見繕い、戒律を棚上げして、酒ではなく般若湯だと言い放ち飲酒するなど自身に甘い場面もある。
初期の頃はホームシックになることが多く、おかしな所で「ママ～」と叫び、デパートの恐竜博でユタ州という文字を見ただけで叫んだ事もある。
みづほと違ってギャンブルや借金はしない地道な性格だが、みづほへの借金と麻雀での負け分は何故かある。
けっこうな長髪だが、節約のために髪は自分で切っており、髪の毛はちかこに「イタズラ・仮装用の材料」として10円で売る事がある。ただし、ちかこが股間に毛を入れた事を知ると100円へと値上げした。
時々極端な節約をするため、みづほに「お金貸そうか」や「おごってあげるから」と泣かれる事もある。
武とは貧乏つながりということで共同貯金（半分ずつ破ったお札）を使ったり、自動販売機や電話ボックスのお釣りを漁ったりしていた。サンディいわく「タケと一緒なら恥ずかしくない」とのこと。
苗字は不明だが8巻の陶芸作品を展示するネタで「サンディ・S」と書かれていた。
武
ちかこの兄。3巻で初登場。良く言えば風来坊、悪く言えばホームレス。その生き方は定職に就いているダンナや小千谷先生に憧れを抱かせるが、厳しい現実を見せ付ける事が多い。
容姿は作者自画像のメガネをサングラスに替えただけのようなものである。義理の弟である幸夫とみづほをはじめ、大半の登場人物から「タケさん」と呼ばれている。またサンディからもはじめの頃は「タケさん」と呼ばれるが中盤から「タケ」と呼ばれる。
登場人物の紹介では住所不定無職とされているが、時々道路工事や魚河岸のバイトをしている。警察に職業を質問された時は「日雇い」と言っていた。
作中初めて旅から戻って来た時はちかこの家に居候していたが、コタツで自慰していたことがきっかけで家から追い出され、その後は河原で生活する様になり、橋の下に家を建てたり畑を作ったりと逞しく暮らしている。ちかこの実家に帰る事も考えたが、母親に来るなと言われる。
ちかこが（イタズラ用も含めて）細かい工作が得意な事に対して、廃材からトーテムポールなどの展示遊具を作ったり、捨てられていた自転車やバイクのスクラップを組み合わせて再生したりするのが得意。彫刻も得意でセメントを使ってお地蔵さんを作ったりもした（寺に籠って「本物」を彫っていた時期もある）。
初期の頃は見た目や行動が災いして警察に捕まっており、おつかいでベスにエサをあげに行っただけで捕まった事もあった。
放浪をする度に農作物をコソドロをしてはちかこやサンディへのお土産にしていたが、当然畑の主等からはかなり悪名高くなっている。ちかこたちを遊びに連れて行った先で問答無用で殴られた事もある。また、ちかこの地元でもコソドロをしており、道路工事の現場からコンクリートやセメントを少しずつ奪って河原に家を作った。
慢性的な金欠。放浪中含めて食に事欠くことも多く、バレンタインに貰ったチョコを翌年まで非常食として取っておいたこともある。エロ本を3年以上も使ってオカズにしている上、顔にサンディの写真を貼っていた。8巻では長野から来た女性がサンディが雑誌に載っていた人と勘違いしていた。
髭は誰だかわからないくらい剛毛。いつもは剃らないが5巻のクリスマスの時に花札で負けてみづほに髭を剃られ無精髭になった事がある。
目元はサングラスで隠れているが、サングラスを外した時は髪の毛で目元を隠している。8巻で子供の頃の武が登場したがここでも髪の毛で目元が隠れていた。
儲け話には目がなく、武田信玄の隠し金山や大麻の自生地を探そうとしたことがある。後期には夏場のバカンスなどに「お勧めの穴場」に案内するのが定番になる。
かなりいい加減な性格だが、ちかこがダンナをまたいだ時には「亭主をまたぐんじゃないよ」と少しまともな発言をした事がある。
ダンナと同じく喫煙家だが、生活環境が生活環境なのでタバコを買う余裕がなく作中で2回だけしか吸っているシーンがない。
トキちゃん
ちかこのクラスメイト。
勉強が好きでよくちかこに宿題をうつさせてと頼まれる。保健の授業中に別の科目の勉強をしていたところを小千谷先生に叱られた事がある。これがトキちゃんの初登場でもあったが、名前はその時出ていなかった。
メガネをかけており8巻でちかこ達にメガネを壊されるネタがある。5巻では文化祭の「占い部屋」で占星術担当にも関わらず、非常に似合うからという理由でちかこに鼻メガネをかけさせられ、易占い担当にさせられたこともある。
意外と負けず嫌いな面があり、2巻でちかこが考えたゲーム「ジャンケンパンツ」（派手なパンツを履いていた方が勝ち）で負けた時はくだらないと言ったが、その次の日には非常に派手なパンツを履いて勝ち誇っていた。
図書館に行ったことがきっかけで恋愛に発展するネタが2回あったが、1回目は2巻で彼氏ができて2巻でフラれてしまう。2回目は図書館の司書に恋をするが、トキちゃんより年上の娘がいるくらいの年であるため片思いで止めて置きたいと語る（つまり不倫）。また、司書と話している最中ちかこと薫に邪魔をされた上その後はどうなったかは不明。
終盤で高校3年生になり大学進学を予定していた。
薫
ちかこのクラスメイト。コギャル風のノリのいい性格。:連載開始後初めての正月が薫の初めての登場でもあった。
ちかこやトキちゃんと違ってテストの点数は明らかにはなっていないが、夏休み中によく補習になるほど勉強は苦手だという事がうかがえる。
彼氏がいるが、一度も登場していない。また7巻でフラれた事を告白した。ちなみに彼氏にパンツをプレゼントして貰った事もある。
ちかこ、トキちゃん、薫の3人の中ではおしゃれ好きで色々な物を買ってはちかこに貸してと言われる（ただしほとんどイタズラや一発ギャグのために使われる）。
女性キャラで唯一の喫煙家でトイレで隠れタバコを吸っていた。6巻ではちかこから陶芸で作った灰皿をプレゼントされたが禁煙中らしい。
8巻でGW中にバイトをしてスクーターを買ったが、ちかこのせいで川に沈みかけたり、カタツムリをくっつけられたりしていた。
終盤で高校3年生になり卒業後はフリーターを予定していた。また、ちかこが妊娠中に卒業までサボっていたため「よく卒業できたな」とつっこんでいた。
高山春香
ちかこのクラスメイト。ちかこのクラスメイトの中では珍しく名字がある。
父の転勤でちかこの地元に戻ってきたが、極度のあがり症な上、ドジで天然。自己紹介までの間で色々とトラブルを起こす。
中学ではちかことソフトボール部で黄金バッテリーを組んでいた。
少し歩いただけでコケてしまうが、酒に酔ったときは何故かコケない。
ソフトボールではパワーヒッターだが8割長打率、ベースランニングでコケる確率8割なので8番バッターになる。ポジションはキャッチャー。
写生大会では絵の具がはねたりティッシュをハンカチと間違えたりしていてパニックになったが、描いた絵は特賞になった。
ちかこ・武の母
夫が亡くなったので、彼氏とイチャつく身軽な人生を送っており、よく台湾やハワイなどの海外からちかこに国際電話をかけてはからかっている。
彼氏からは奢ってもらったりプレゼントを貰ったりするが、現金は彼氏以外から貰う主義で、ちかこにたかったことがある。
ちかこが出産間近になった時ダンナと慌てずにするように勧めたが、ちかこが予定より早く出産したのでダンナは産声を聞く事を出来なかった事を悔しがっていた。
優彦
トキちゃんの弟で中学生。
写真が好きでよく女子高生の写真を撮ったり、押入れを暗室にしている。親に借金して部屋ではなく、暗室にエアコンを入れていた。ちかこに頼まれて姉の合成写真を作ったりもした。
姉のトキちゃんによくどつかれて将来を心配されるが、将来は一流のカメラマンになるとトキちゃんに告白した時はトキちゃんは何も言い返せなかった。
ベス
学校で育てられているメスの野良猫。
はじめはちかこ達には慣れなかったが、10日以上餌付けをしていた事もありようやくちかこ達に懐いた。
名前はクラスの多数決で決められた。
3巻で仔猫が3匹生まれるが、いつの間にか1匹登場しなくなった。
隣の奥さん
ちかこの隣の部屋に住んでおり。奥さんと呼ばれているが夫は未登場。
ちかこが唯一近所づきあいをしている人物であり、料理を分けたり教えたりしている。ただし料理のヘタさ加減を見て「お母さんに何を教えて貰ったの」とつっこんだ事もある。
7巻でちかこ・幸夫夫婦が契約切れでアパートを出ていってからは一度も登場しなくなった（ただし8巻ではちかこが新婚の時のネタで間接的に登場している）。
平野教授
みづほ・サンディの大学の物理の教授。3巻に登場。普段はおとなしいがオシッコをひっかけたりいきなり交尾をするオスの大型犬を2匹飼っており、家族旅行の間にサンディに飼い犬の世話のバイトを頼んだ。
ゲンさん
武の友人で6巻に登場。都会から離れ山でひとりで原始生活をしている。エロ本を少し見ただけで大量の鼻血を吹いたり、理由は不明だがお金を見ただけで怯えたりしていた。また、原始生活をしているにも関わらず工事用のダイナマイトを持っていたが、ちかこ達が薪と間違えて火を着けたせいで竪穴建物がパーになってしまう。
体育の先生
4巻で初登場。体育の授業でちかこのイタズラによく振り回される。
7巻ではちかこが「先生が夫婦生活を妨害する～」と駄々をこねたことがきっかけでダンナと不倫していると噂が立ってしまった。
終盤では妊娠したちかこの事を「腫れ物に触れる10ヶ月間」と言っていた。
3巻では別の体育の先生が登場しており、髪型も髪の色も違っていた。
陶芸の先生
サンディ・ちかこが通っている陶芸教室の先生。
はじめはサンディ・ちかこの豪快な行動に戸惑っていたが、次第に楽しみになってきた。
長野から来た女性
8巻で登場。実家は温泉宿を経営している。
武が旅先でタダ風呂に入っている最中に知り合うが、その時彼女は裸だった上、「何かしていた」のを武に見られたショックで鎌で自殺するように見えたが、武に「結婚するか、死ぬかどっち？」と脅迫し、武は婚約する他無かった（しかし三日で逃げた）。発覚した際にはサンディとちかこからボコボコにされてしまう。
その後はサンディと付き合っていることを知ると「ある物」をお互い見せた事がきっかけで武を諦めて帰って行った。ちかこはある物は何か教えてほしいと言ったが、彼女に念を押されて知らないままである。
ちかこと幸夫の娘
最終回で登場。名前はちかこがサンディに送った絵ハガキに「Chiyuki」（ちゆき）と書かれていたが、ひらがな表記か漢字表記かは不明。

## おかえりネタ
基本的にダンナがただいまと言った後、ちかこが扮装して（しないときもある）おかえりというのが基本だが、時々サンディや小千谷先生がおかえりネタをやることがある。
ひたすらゴマをする
ちかこが帰って来たダンナにひたすらゴマをすり、その後すぐに通知表を潔く見せ「来年は頑張ります」と謝った。ダンナは少し違和感を覚えていた。
変な宇宙人
ダンナとケンカしたので仲直りのために扮装したが、ダンナが後輩を連れて来たのでちかこは恥ずかしくなりダンナに噛み付いた。
このネタが掲載されたタイトルには扮装の準備をするちかこが登場した。
ひたすら家事にのめり込む
ダンナが帰って来た時には部屋がキレイになっており違和感を覚えたが、ちかこは明日から期末試験だと気づいた。その後ちかこは期末試験の勉強から逃げるためにひたすら掃除をしたが夜明けまでには終わらなかった。
バニーガール
ちかこがダンナの給料日でごちそうを作るつもりが残骸になってしまったので、バニーガールに扮装しカップラーメンをお盆に乗せごまかした。ちなみに次のネタでバニーガールの特別図解を4コマまるごと使って紹介された。
サンディ
ちかこはサンディに中学時代の制服を着せてダンナが帰って来るまで正座したが、ダンナは酔っ払って帰って来たのでちかこと勘違いして襲われそうになる。
裸エプロン
ちかこが本で悩殺テクニックは裸エプロンだと知り、裸エプロンでダンナを出迎えるが金太郎と間違われた。
あまがえる
ちかこがベランダであまがえるに扮装し窓ガラスにくっついてダンナを驚かせたが雨だったのでちかこは風邪をひいてしまう。
ちなみにあまがえるの扮装の材料が3コマ目の下に紹介された。
ジュラク
扇風機の風をスカートの中に浴びせた所からひらめき、カツラをかぶり帰ってきたダンナに披露するもパクリのパクリとつっこまれてしまう。ちなみに風を逃がさない様にガラステーブルの枠で扇風機を囲んでいた。
ジェイソン
紙粘土でジェイソンのマスクと斧を作って、料理の下ごしらえか何か気になったダンナが帰って来た時に披露してよくできましたと褒められた。
お化け
ちかこが夏休み中に珍しく早起きしたのでダンナに褒められるも、実は玄関をお化け屋敷風に模様替えするためだった。ちなみにちかこ本人は「お菊の皿」の扮装をした。
テルテル坊主
明日は海水浴なので白い布で体を包んで、明日は晴れる様にとお祈りした。ちなみにダンナはもうこの程度では驚かなかったと解説された。
原始人
ちかこはスーパーで和牛刺を見つけて、帰って来たダンナを原始人の扮装をして出迎える（上半身は裸）。ちかこは買って来た和牛刺を「マンモーマンモー」と指を差したり、エッチの最中の時も「うっほうっほ」と叫んでいた。
5巻では上半身裸にならずに登場。また「マンガの肉」を作ったがただのハンバーグだった。
カニ座星人
ちかこはカニ座星人の扮装をして、ダンナの生体実験をするといったが、まずはダンナの性殖器から調べていった。
力士
トイレットペーパーでまわしを作り葬儀帰りのダンナに塩をかけるが、不謹慎だということでダンナにスリッパで尻を叩かれた。
宝塚
ちかこが電車の中で「ウチの女房はいつも化粧を落とさないで待っている」という話を耳にして、普段すっぴんのちかこは念入りに化粧をしてダンナを出迎えるつもりだったが、何故か宝塚の扮装をして出迎える事となった。
NASAに捕まった宇宙人
旅行で日本に来たサンディの友人に日本の事を教えるためにちかこの家に遊びに行き、ちかこがダンナにおかえりネタを披露している事を教え彼女にちかこの左腕をつかませるが、サンディは「この家だけの行事だから」とつっこむ。
ちなみに彼女は日本語が話せないのでサンディが通訳しないと話が進まない上、色々な事に対して「？」と反応していた。
サンタクロース
クリスマスに帰ってきたダンナは大きな箱を見て「あたしがプレゼント！」と予想して開け、そこにはかなり縮んだちかこが入っていたがすぐに立ち上がりネタを明かし「見くびんじゃねぇ」と勝ち誇っていた。また一体化した袋を外し「ブラジルぱんつ」（Tバック）を見せるがダンナは反応の仕方がわからずにいた。
女房バンク
ダンボールで作った棺桶の真ん中に書いてある「給与明細をここに置け」の言葉通りダンナは給与明細を置いた直後、ちかこは左手を出し給与明細を取り「残業増えたねご苦労様」と感謝する。
トリックルーム
酔っ払って帰って来たダンナは、倒れながらイスに座っているちかこを見て（カレンダーと時計は床に置いていた）気持ち悪くなり吐いてしまった。
ゴミ袋のお化け
運動靴を細工して足跡をつけはねながらゴミ袋のお化けを披露した。
オケラ
ちかこはオケラの扮装で「ケラケラ」と鳴きダンナを出迎えるが、ダンナは「オケラの鳴き声はジージー」と対抗した。バカにされたちかこはエッチの最中に「ジージージー」と鳴きダンナを困惑させた。
目玉の親父
ゴミ捨て場で見つけたタライを持って帰り目玉の親父のかぶりものをしてウラ声で「おかえり」と言った。その後かぶりものをしたままエッチをしたがダンナは「だんだんやばくなってないか俺たち…」とつっこんだ。
スイカ
ちかこは隣の奥さんにスイカをおすそわけして、スイカのかぶりものを作った。しかしとなりの奥さんがお返しをしようとしたときダンナが一緒に帰ったためとなりの奥さんを驚かせてしまった。
りかえお
1回目は捨てようと思ったパンツを上半身に着てなかなかいいものと感じ、ブラジャーを下半身につけ「りかえおー」と挨拶してダンナは戸惑いながら「まいだた」と返した。
2回目は服を整理しようとして中学時代の制服を見つけて着るが、「成長してない」と感じて1回目と同じやり方で「りかえお」を披露したがアソコは丸出しだった。
マッチ売りの少女
マッチ売りの少女の扮装をしたが、いまいちウケが悪かったのですぐやめた。
ミノ虫
枯葉と袋とベスを使ってミノムシを披露するがトキちゃんから「そういう事はあんたがやれ」とつっこまれて自分がやることになった。
占い
ダンナは筮竹を引かせ「夕食の後片付け1週間分」を当てベルを鳴らす。ダンナは占いでは無くくじ引きだということに腹を立て筮竹を折ってしまう。
おでん
ちかこの期末試験が近くなったのでダンナはつきあいを断り早く帰ろうとしたが、ちかこはおでんの扮装をして出迎えたのでダンナに怒られてしまう。
武
ちかこの腹に武の顔（アゴ髭は陰毛）を描き、武のモノマネをしてダンナを出迎えたが居候中の武本人が玄関で見ていた。ちなみに4巻の扉絵でサンディにも同じ様な事をしていた。
ウンババ～
武からお土産で貰った水牛のツノを股間につけ、ダンナを出迎えた。またその時居候中の武がいたのでダンナは「ギャラリーがいたら全裸なんだろうな」と感じた。
運命の赤い糸
ダンナは玄関に糸付きの人参、千円札、パンツの中からパンツを拾った。そしてちかこは「あったり～」と喜び、「あたしたちは運命の赤い糸で」とうっとりしていたが、ダンナは「玄関に放り出して一番恥ずかしいの取っただけだ」とこのネタには乗ってくれなかった。
半魚人
武が魚河岸のバイトで貰った魚のアラを顔に付けて、ダンナを出迎えるが、ちかこはこのネタをやった後、魚の生臭さに悶絶しダンナと武に「だったらすんな」とつっこまれる。
クラッカー
ダンナがドアを開けた瞬間、突然クラッカーが鳴りダンナは驚くが、自分で仕掛けたのを忘れていたちかこの方が驚いてしまった。
カニ
ちかこはダンナに今夜はカニだからと早く帰らせるが、ハサミを使ったカニの一発ギャグだったが、カニのごちそうはあったのでダンナはホッとした。そして深夜ちかこはアソコの毛を使って毛ガニを披露した。
変質者
ちかこはダンナの冬物コートをクリーニングに出すと言ったがそれは扮装のために使った。そして警察に連行される所と取り調べを受けている所を披露した。ちなみに夕飯は出前のカツ丼でありナベを焦がした事をごまかした。
魚拓
ちかこはダブルサイズのベッドシーツとハケを買い、アロワナを釣るちかこを描いて、ダンナを出迎えた。ちなみにアロワナは川で釣れた魚でこのネタをやった後に武に調理方法を教えて貰い処分した。
ヤドカリ
ちかこは粗大ゴミで拾ったタライ等を利用してヤドカリの扮装でダンナを出迎えた。ちなみにヤドカリの扮装を作るのに丸一日かけたが夏休み最後の日だったのでダンナに「夏休みの宿題は？」と質問された時ちかこは逃げ出した。
マネキン
ちかこが粗大ゴミで拾ったマネキンに水着を着せてダンナを出迎えた。ちなみにちかこは体操服を着ておりマネキンの腹話術をしていた。
かまぼこ
ちかこは薫とスケボーをしたが上手く滑れず薫にバカにされてすね始める。そして板に乗っかりかまぼこになりきりダンナを出迎えたがダンナに「脈路が見えない」とつっこまれた。
鬼（なまはげ）
節分の日にダンナは豆を買い鬼に扮装する事を予想し迎え撃つつもりだったが、ちかこはなまはげのお面で出迎えたので豆をぶつける事が出来なかった。
タヌキ
ちかこがサンディの家に遊びに来た時、サンディが持っている信楽焼のタヌキの傘や大福帖を借りてコンドームを膨らませ、タヌキの扮装をしてダンナを出迎えた。ちなみにこの扮装は写真に撮ってサンディにプレゼントした。
招き猫
招き猫には「金運招福」と「千客万来」の効果があると知ったちかこは、招き猫の扮装でダンナを出迎えて左足の裏に「精力万来」と書くがダンナに「夜まで待とうな」とつっこまれ、エッチの時には右足の裏に「子宝招福」と書いたがダンナに「ゴムつけて卒業まで待とうな」とつっこまれた。
セミの脱皮
ダンナが帰って来た瞬間、ちかこはセミの脱皮の扮装をして出迎えるつもりだったが落ちてしまいダンナに「自分が皮すりむいてどーする」とつっこまれた。ちなみにちかこは「大人バージョン」を考えていた。
ウナギイヌ
土用丑の日にダンナはちかこが「ウナギイヌ」の扮装をやるんじゃないかと予想したが、ちかこはアソコにウナギが入ってしまいパニックに陥った様に見えたが実はウナギは尻に付けてあったのでビックリしたダンナはキレてしまう。ちなみにこのネタではちかこが「H4コマじゃあるまいし」とこの作品では珍しいメタフィクション的な発言をした。
壱まん円
ちかこは消費税が5%になるのに対してダダをこねたが、ダンナは驚かずにいた。しかしちかこの壱まん円の扮装は予想は出来ずにいたためちかこに「その割にはいつも新鮮な反応だね」とつっこまれた。
バニーガール（十五夜）
ちかこはバニーガールの扮装をしてウサギとびで帰ってきたダンナを出迎えた。ところがちかこはエッチの最中に「赤ずきん」や「浦島太郎」などの童話の特徴をコロコロ変えて、最終的にはこれからの所で「月からの使者」（生理）を召喚してしまう。
カニのフンドシ
ちかこはカニの絵を描いたパンツを履いて出迎える。またカニのフンドシの部分はめくれる様になっているが、ダンナには「お前みたいなんを『おばか』つーんだろうなきっと」と呆れていた。更にジャンケンをしたときカニになりきっていたのでチョキを出してしまいダンナから「やっぱりバカか」と呆れていた。
その後は球技大会でテニスのネットを使って「カニの刺し網漁」とギャグをしたり、6巻ではクリスマスでカニのパンツを履いていた。
7巻では引越しの時にネコのかぶりもの等と衣装と一緒に登場したがダンナに処分しろと言われてしまう。
ヌード写真集「OKAERI」
ダンボールで作ったヌード写真集の中に入りダンナを出迎えるつもりだったが眠ってしまいダンナはその時に帰っていたがダンナは一応本を開けていた。
妖怪雪女房
シェービングをたくさん使ってダンナを出迎えたが、ちかこ曰く「今年一番で予算がかかったネタ」である。
ペンギン
ダンナがホワイトデーでペンギンのぬいぐるみをあげるが、ちかこはペンギンの着ぐるみに改造してしまう。これに対してダンナは「お前らしいよ」よ呆れてしまう。
5巻では花見の時に寒さ対策として着ていた上、オシッコが我慢できず男子トイレで用を足しみづほに恥知らずと呼ばれてしまうが、ちかこは「メスだから平気クワ～」と開き直っていた。
くす玉
ちかこはダンナにヒモを引っ張るようにすすめるが、ダンナは仕掛けを覗こうとしたので「スケベ」と言われてしまう。
青空球児・好児
花見の余興のためにちかことサンディが青空球児・好児のモノマネでダンナを出迎えた。
蚊
ちかこは蚊の扮装をしてダンナを出迎えるが、ダンナは酔っ払っており笑った後すぐ寝てしまった。翌日ダンナは怒ったちかこに顔を吸われてしまい顔には小さなキスマークがたくさんついていた
占いコンピューター
ダンボールで作った占いコンピューターの中に入りノドチョップボイスで100円を要求するがダンナには「いいとこ5円」だと言われてしまう。
カボチャ（ハロウィン）
ダンナはクリスマスの日にちかこがどんなクリスマス的な扮装で来るのだろうと予想したがちかこは季節はずれのカボチャの扮装で出迎えた上ちかこは「冬至にはカボチャだべさ」と開き直っていた。
おかエイリアン
お歳暮で貰ったカニを顔につけてダンナを出迎えたが「ネタが古い」や「少しは成長しろ」とつっこまれた。そして正月に伊勢エビを顔につけ「あけましてエイリアン」を披露したがダンナは呆れていた。
アサリ
ちかこは魚屋で買った活きのいいアサリを顔につけダンナを出迎えていきなり「というわけで明日は潮干狩りに行こー」と言い出したが当然ダンナは「どういう訳で？」とつっこんだ
ダンボール
ちかこはダンボールの中に入りダンナを出迎えるつもりだったが、ダンナは「衣類乾燥機が届いたのか」と玄関を通り越したので、ちかこは「ムシするな～」と怒った。
パンツ封筒
ちかことダンナが些細な事でケンカして、ちかこは仲直りのためにパンツを封筒の様にしてダンナに手紙を渡すが、陰毛を使った毛文字で「ゴメン」と書いた。
ホタルイカの逆襲
ちかこは玄関にクリスマスツリーを置くが実はダンナを驚かすためのイタズラだった。ちなみにホタルイカの墨はコーヒーである。
その後ダンナが仕返しをするために下半身裸で「チョウチンアンコウの逆襲」というギャグで対抗するがするがサンディがいたのでショックを受ける（ただしちかことサンディが慰めたのですぐに立ち直った）。
小千谷先生
小千谷先生がみづほの事を相談するためにちかこの言う事を聞きセーラー服を着てダンナを出迎えた（カツラをかぶり女性モノの下着を履いていた）。
カーネルサンダース
サンディは美容院代の節約のために髪を切りそれをちかこに10円で売っている事をちかこに伝えた。
桜の木
ダンナが会社の花見で遅くなる事を忘れていたちかこは体は桜の木の模様で頭に桜の花びらをかぶりベッドで眠いのを我慢していた。
最新品めいどロボット
ちかこはダンナに懸賞ですごいものが当たったとウソをつきダンナを早く帰らせる（騙されたダンナは「引き返して飲みに行っちゃうぞ」と怒っていた）。
またこの時サンディと頻繁に入れ替わりダンナを困惑させた。
てるてるボーズと唐傘お化け
ちかこはてるてるボーズの扮装をしてダンナを出迎えた。また、ダンナは脱がそうとしたが唐傘お化けの扮装をしてダンナを驚かせた。
まためいどロボットと同じくサンディと入れ替わり再びダンナを困惑させた。
ちかこ人形
ちかこが体育祭前まで体力温存のためにダンナに自分の人形で代わりにエッチしてくれと頼んだがダンナに拒否されてしまう。
更に体育祭当日ちかこ人形を使い応援合戦やムカデ競争に参加させた（二人三脚にも参加させたがすぐにバレてしまった）。
最後は体育祭の後片付けをサボるために人形を使ってサボったが怒った小千谷先生に燃やされてしまう。ちなみにダンナの人形も作っておりダンナに間男とエッチしていると見せかけたがダンナには「設定に無理があったな」とつっこまれた。
もちつき
寸胴と金属バットを使ってもちつきをしながらダンナを出迎えた。しかし肝心のもちは作り方がわからないためベタベタだったのでサンディに教わりながら作ったが自分では上手く出来ず結局サンディが作る事になった（ダンナは「外国人に教わるな」と何度もつっこんだ）。
変質者（節分）
ちかこは帰り道で「僕の金棒どぉ～？」と言う変質者を見た事をきっかけに変質者の扮装をしてダンナに伝えた（買ってきた節分の豆も全部ぶつけた）。
イモムシ
ちかこはイモムシの扮装をしてダンナを出迎えた。そして羽化すると思わせたが実はサナギだったので蝶は1ヶ月後であると宣言した（ダンナは「自分で言っといてその頃には忘れている」と思った）。
サンディ（人魚）
サンディは川で拾ったこいのぼりを着て林光作曲の「うた」を歌いダンナを出迎えたが、ダンナは見とれていたのでちかこはヤキモチをやいてしまう（ダンナは「勝手なヤツ」と思う）。
爆発
ちかこは料理に失敗したのをごまかすためわざと服を焦がしたりしてダンナを出迎えた。
コウノトリ
ちかこは自分が妊娠した事を伝えるために扮装したがダンナは「白いペンギンなんていたっけ」とつっこんだ（ちかこ自身も「コウノトリには見えないか」と感じていた）。

## ちかこの笑い事では済まされないイタズラ
ちかこは前述の通りイタズラが大好きだが時々笑い事では済まされないイタズラをする。ただしそのほとんどがほんの冗談だったりここまで騒ぎや噂になるのは予想外だと驚くものも多い。[]は巻数。
できちゃったとウソをつく[1巻・2巻]
1回目はエイプリルフールということでダンナの会社に電話してできちゃったとウソをついた。当然ダンナの会社でその噂は広まったが、ダンナがウソだとわかるとちかこの尻を叩いた。
2回目はちかこが少し太ったのでできちゃったとウソをつきダンナをびっくりさせたがダンナはウソだと気づくと「現実を見つめよーな」と怒りながらちかこの腹をつまんだ。
タイの活作りを作ったとウソをつく[2巻]
ダンナにタイの活作りを作ったとウソの電話をかける。ダンナは期待していたため高い酒を買いむこう2週間ビールを絶つと言ったが、実は「たい焼きの活作り」でありダンナは相当なショックを受ける。そしてちかこはむこう1ヶ月冗談を絶つと土下座した。
マジックハンドでやりたい放題[3巻]
はじめはマジックハンドを使い自殺ネタを披露してダンナにキレられた。その後は、ダンナやトキちゃん、優彦の下半身を攻撃するなどやりたい放題であった。またトイレでちかこが流されるフリをしてダンナを怒らせてしまった上、試験当日トキちゃんに再び下半身を攻撃した。そして頭に来たトキちゃんがマジックハンドを投げ窓ガラスを破壊してしまうが全ての元凶であるちかこはトキちゃんのせいにしていた。
サンディのベビーシッターの仕事の邪魔をする[3巻]
サンディがベビーシッターのバイトをしているときはじめはみづほだけを家に連れてくるつもりだったがみづほがちかこを呼び出してしまい、サンディは青ざめた顔をしていた。
ちかこは人様の赤ちゃんにも関わらず赤ちゃんを驚かせたり、オムツ替えの時にはアソコを引っ張ったりしてサンディにベビーパウダーをかけられてしまう。また乳寄せゲームも考えたがサンディはどんなゲームか予測がついたので猛反対する。
またちかこが一人で来た時もあり、紙オムツに色々なラクガキをした（ちかこは使い捨てなんだからと開き直っていたが人様の赤ちゃんなので当然サンディは怒り出した）。
ペットボトルのロケットを人に向けて飛ばす[4巻]
河原で釣りをしている武にペットボトルのロケットを飛ばして怒らせるが謝るそぶりは全く見せなかった。ちなみに題名は「マネしないでね」である。
ケガをして退屈なので体育祭の邪魔をする[4巻]
体育祭の前日にダンナにスクートを買ってもらったが、買ってすぐコケたので右足をケガをしてしまう。
体育祭当日、トキちゃんや薫、小千谷先生の下半身を軽く攻撃したり（小千谷先生だけはピストルを使っていた）、ベスとベスチビを使って中距離走の邪魔をしたり、トラック引きではグラウンドにミステリーサークルの様なラクガキをした（最終的には小千谷先生に「お前ホントにケガ人か」と疑われる）。
ネコになりきってご飯をたかる[5巻]
ちかこが武からサンディが話したネコの魂のお礼について聞いた時、サンディの家にネコのかぶりものを被ってあがりこんだが、お礼を全くせずご飯をたかったり、冷蔵庫の中のなけなしの食べ物を盗み食いしてサンディを激怒させた。
ふざけた詫び状を送る。[5巻]
ちかこと薫がケンカした後、ちかこが仲直りのため手紙を送った。ところが手紙の内容はよかったものの牛乳パックや高級スキンの箱の一部やパンツをハガキとして送ったので薫は怒り出し「新たなる戦い」と称した（ただしちかこはシャレだと開き直っていた）。
カッパになりきってやりたい放題[5巻]
水着の背中がほころんでいたのでカッパの甲羅風に縫いつけた事がきっかけでカッパになりきる（体育の先生と話す時は語尾に「キュー」をつけていた）。
体育の先生と水泳対決をしたが負けてしまったのでいきなり相撲を取った上尻子玉を抜こうとするなどやりたい放題であった（スイカもプールに冷やしていたが先生に没収されてしまう）。
タバコとヘビ花火をこっそり合体させる[5巻]
今年は花火をやっていなかったためダンナのタバコに削ったヘビ花火をつけるが、当然何も知らないダンナはむせて驚いたので激怒した。
通帳にふざけた名前をつけて恥をかかせる[5巻]
ちかこがちかこの母親から現金をたかられて仕方なく預金通帳を渡す。ただし小銭を貯めた物なのでそんなには入っていない（更に尻の割れ目に通帳を挟んで母親に尻を手跡が残る位に叩かれた）。
そしてちかこの母親は早速全額降ろすが窓口の女性から「へっぽこぷー様」と呼ばれて恥をかいてしまう。
ちかこの母に偽札をお年玉として送る[5巻]
正月にちかこの母に偽札のお年玉を送るが、ちかこの母は仕返しとして拡大コピーした偽札を送る。
ちなみに4コマ目の下に「くれぐれもマネしないよーに!!」と注意書きが書かれていた。
ホームベースにラクガキ[5巻]
球技大会のソフトボールでボロ負けした腹いせにホームベースにラクガキしたが、小千谷先生は「誰がやったかわかるぞ」と言っており、別のクラスの女子は「ウラは凄い事になっています」と言っていた。
ヅラという噂を流す[5巻]
小千谷先生が髪型を変えたのでちかこはヅラと噂を流し学校中に広めた（ちかこはこんなに広まるとは思わなかったとのこと）。
その後小千谷先生自らが地毛と告白をしてヅラという噂はなくなったが、ちかこは再びタチの悪い噂を流した後途中下校してしまう。
畑の野菜を奪う[5巻]
サンディがこっそり武から野菜をもらっている事を知ったちかこははじめはこっそり盗もうと思ったが、ワナにかかったので今度は武に脅迫的な直接交渉にかかり野菜を手に入れようとする。そしてちかこは途中肥溜めに落ちてしまうが2・3日分の野菜をなんとか奪う。
一方被害者である武はカボチャの苗を踏み潰されたりなけなしの金で買った酒を酒風呂に使われたり、2・3日分の野菜を奪われた後、武が興味なさそうなイベントのチケットを代金替わりにされたりと散々な目に会った。
熊のフリしてダンナを底なし沼にはめる[6巻]
武の案内でマツタケ狩りに来たが例によって禁猟区域で、サラリーマンが捕まっちゃいけないとダンナは一人残され寝床作りをしていた。そしてちかこたちが帰って来た時ホッとしたところにクマの声が聞こえビックリして底なし沼に飛び込んでしまう。ちなみにイタズラがエスカレートしていく中で珍しくちかこが謝ったネタでもある。
体育の先生の水着を勝手に着る[6巻]
ちかこが水泳の時間に水着を忘れたので、体育の先生の水着を奪う。その後、プールの中に入るも先生は生徒に体育の点数で釣るが、それに対抗してちかこは「水着着たままプールでオシッコするぞ」と脅迫したが、生徒全員を敵に回してしまった。
トキちゃんを秘密基地に無理矢理招待する[6巻]
ちかこがダンナとケンカして帰りづらくなった時、夏休み中に木の上にこっそり作った台風の中秘密基地に泊まろうとした。更にトキちゃんは無理矢理招待されてしまう（ちかこの秘密基地とは知らず薫とジャンケンして勝ったため）。
そしてトキちゃんは帰ろうとしたがパンツを奪われてしまい帰れなくなった上、宿直担当の小千谷先生にノーパン姿を見られてしまう。その後秘密基地の意味がなくなったのでちかこは解体するが台風の影響で学校の窓ガラスを破壊してしまう。
ちなみに7巻での花見の時にも秘密基地を作ったが、秘密基地の事を知っているトキちゃんに解体されてしまう。
ゴム手袋でバラバラ死体騒ぎを起こす[7巻]
ちかこが海を泳いでいる時偶然ゴム手袋を見つけバラバラ死体かと勘違いした後、薫からマニキュアを借りた（薫は大体予想はついていた）。
その後誰かがマニキュア付きのゴム手袋を見つけてパトカーまでやってくる程の大騒ぎになり、ちかこ達は逃げる様に帰った。
田植えは飽きたので退屈しのぎ[7巻]
ちかこ達がある事がきっかけで強制的に田植えをする事になった時にちかこはマジメに田植えをせず苗を使ってエッチなミステリーサークルを作ったり、マジメに田植えをしているトキちゃんとサンディにイタズラしたりしていた。
なお、ちかこ達が出かけたのは武に誘われた「農村体験（みずほには温泉）」という理由だったが、村にコソドロに入り見つかった武が「見逃してもらう代わりに女の子を呼んでくる」という取引で、温泉は採掘中だった。
コルクを細工して射的に使う[7巻]
細工して作ったコルクを使い射的では取りにくい招き猫を倒すが威力がありすぎたので逃げ出してしまう（ちかこもここまで威力があるとは思わなかったとのこと）。
町内運動会でトキちゃん達を騙す[7巻]
ムカデ競争に参加するためにトキちゃん達に豪華な賞品が当たると騙して誘う。町内運動会なのでヨソの人はまずいとダンナに注意されるがちかこは黙っときゃわからないと開き直っていた。
ちなみにトキちゃんは図書券、薫は10万円の旅行券、サンディはお米券が貰えると騙されていた。更にサンディは外国人なので一番目立つためヤマンバメイクをつけていた。
校内放送でウソの天気予報を伝える[7巻]
ちかこがマラソン大会を中止にしたいがために行なったイタズラだが、小千谷先生に阻止される。
トキちゃんと薫のズボンを脱がす[7巻]
マラソン大会で後発の男子が来たのでサービスで2人のズボンを脱がさせたがこれには当然2人はご立腹でちかこを捕まえるため猛ダッシュした（ちかこは「もっとゆっくりで行こうよ」と反省するそぶりも見せなかった）。
サングラスをリフトの下に投げる[7巻]
ちかこと薫がリフトに乗っている時、下に手袋が落ちるのを見てちかこがいきなり薫のサングラスを奪い谷底に捨ててしまう。ちかこは責任を感じて拾うも、今度はちかこの携帯が無くなってしまい探す事となるが、携帯を探す最中落とし穴を作ったり、静かになった隙にオナラをしたりしていた。そして携帯を見つける事は出来たが自分のオシッコした跡を掘ってしまった。
最後に携帯が見つかった後、リフトから落ちた跡を作り警備員が集まるなどの騒ぎになる（ダンナには自首しろと怒られる）。
ニセ札束を作る[7巻]
ちかことダンナが住んでいるアパートが契約切れになったのでみづほ・サンディ・武を呼んで引越しを手伝って貰った時、サンディは押入れから札束を見つけてショックを受けるも実は新聞紙を使ったニセ札束だった。
しかしサンディがゴミをまとめた後ちかこはニセ札束の上と下は本物の一万円札だったのでゴミ袋を漁るハメになった。ちなみにニセ札束は4つあったので8万円も使った事になる。
薫のスクーターにカタツムリを大量にくっつける[8巻]
薫が店に入っている中、ちかこに10匹以上のカタツムリをスクーターにくっつけられ薫は悲鳴をあげる。更にヘルメットにもくっつけられた。
秘密基地が原因で火災騒ぎを起こす[8巻]
体育館の地下に作った秘密基地の様子を見に来たちかこはダニが湧いていたので殺虫剤を焚いたが、学校では火事が起こったと騒ぎになってしまう。
小千谷先生にみづほからのチョコだと嘘をつく[8巻]
みづほに本格的にフラれた小千谷先生にちかこは「みづほから仲直りのチョコ」をあげるが、本当はちかこ達からの義理チョコだったため小千谷先生はみづほにフラれたショックをぶり返しバレンタインデーでくっついた即席カップルを見て泣きながら訴えた（ショックをぶり返させたちかこ本人は軽いジョークでやったとのこと）。
トキちゃんのメガネを揚げてしまう[8巻]
ちかこは調理実習でコロッケ以外の物を揚げて楽しむがその中にトキちゃんのメガネもまじっていた。(ちかこは鼻メガネを揚げるつもりだった)
その後黒板が見えなくなったのでちかこが代わりにノートを取ることになった（小千谷先生はメガネが壊れた原因はノートを必死で取っているちかこを見て「こいつが原因か」と気づいていた）。
更に見えなくなって不便だと知ったちかこは男子トイレに先導するなど全く懲りていなかった。
春香を騙してスキーに誘う[8巻]
ちかこがマラソン大会をサボるために、「マラソン大会かスキー大会選べるから」と騙してスキー大会に春香を誘った（電話をしていた薫に騙されるなよとつっこまれる）。
春香は学校を初めてサボってしまい騙したちかこを恨み、大きい雪玉をぶつけたり、「天罰がくだればいいのに」と呟いたりしていた。
ちかこは「そりゃいい経験したね感謝しな」と開き直ったがスキーウェアを忘れて本当に天罰がくだり、更には上手くサボれたと思ったらダンナの話によると「スタート直前に雨が降ったのでマラソン大会は来週に延期」とのことで、ちかこは天罰がくだりまくりだった。
また春香が唯一キレたネタでもある。
中年サラリーマンを驚かせ持病の心臓を悪化させる[8巻]
武が場所取りを代わりにして貰った中年サラリーマンと一緒に花見をしたが、彼が自虐的なため場の盛り上がりが欠けてしまう（ちかこが余計な事を言ったせいでもある）。
ちかこはそんな場を盛り上げるため爆竹を使うが、彼はビックリして心臓を悪くしてしまった。
そしてお詫びのためにデートに誘うが日が暮れるまで潮干狩りに行ってしまう（ダンナはそのへんぶらついていくだけだろうと思った）。

## ちかことダンナの結婚までのいきさつ
ちかことダンナの結婚までのいきさつについては1巻と8巻の中で少しだけネタになっている。1巻ではちかこが中学卒業の時にプロポーズされたことと4月4日はちかこの誕生日と同時にちかことダンナの結婚記念日であり、2人は朝イチで区役所に行き窓口開くの待っていた程ラブラブだと言うことが語られた。
8巻では、2人の出会いは冬に幸夫が歩いている最中自販機の100円玉を拾おうとしているちかこを見かけ、幸夫がおごってやると言った時ちかこは援助交際と勘違いする所がはじめての出会いだった。またその時ちかこはパンツ丸見えだったが全く気づいていなかった（幸夫に言われて気づいた時は2回見た見物料として肉まんとジュースを奢って貰った）。
幸夫はそのときの出来事に印象が強く残ったのかビデオをレンタルして気を紛らわそうとしたが女子高生モノのアダルトビデオをいつの間にか取っていた（ちなみにその時みづほがバイトとして店員を勤めており、兄妹の近親相姦モノ借りたら殺すと念を押していた）。
その翌日、同じ場所で偶然2人がばったりと出会い、ちかこがまた100円を落としたため幸夫が奢りちかこのパンツ丸見えを注意したが、ちかこは勝手に幸夫のカバンを開けて昨日レンタルした女子高生モノのビデオを見つけてしまう（ちかこはゲームセンターで取ったぬいぐるみを入れるつもりだった）。
これが2人のはじめての出会いであったがその後の結婚までの付き合いはどのようなものだったかは語られていない。

## 小千谷先生とみづほの恋愛と破局
小千谷先生とみづほが本格的に付き合う様になったのは、2巻の小千谷先生がボーナス支給日のあたりからである。しかし付き合ってからというものの、小千谷先生はみづほのギャンブル狂やギックリ腰に振り回されてばかりでいいところがほとんど無かった。
ただし、ホワイトデーにはみづほにアクセサリーをプレゼントするつもりだったが、みづほがほとんどパチンコで手に入れているため、代わりにパチンコのプリペイドカードをプレゼントしたりと一応みづほに合わせている面もある。ただし、みづほはこういうのは愛情薄いと不満を漏らしていた。
6巻あたりから、「みづほが会ってくれない」が定番になってきて、その後は小千谷先生とみづほと一緒にいるのが約1年に1回のペースになってしまい、7巻のクリスマスではみづほが別れたいと発言。そして最終的には8巻で小千谷先生のウジウジジメジメした性格に嫌気がさして本格的に破局することに。またその時小千谷先生はちかこのマイブームである知恵の輪を使って最後の悪あがきをしたがみづほが知恵の輪を投げつけて外れたので結果的に破局を認めざるを得なかった。ちなみにみづほは「賭け」という言葉に乗せられていたが、すぐに我に帰った。
その後はちかこのイタズラでみづほにフラれたショックをぶり返し、小千谷先生なりにヨリを戻そうとしたがヘルスから出ていった所を偶然ばったり会ってしまい後戻りが出来ない状況になってしまった。
そして最後にみづほがちかこに好きな男性のタイプを質問され、「ギャンブル強い人」と答えたが、ギャンブルが自分より強いと嫌というイメージが湧き絶対付き合わないと発言し、ちかこは「あんたも当分干上がってろ」と呆れていた（ちなみに7巻のクリスマスの時には、酔っぱらいながら宝くじをちかこたちにあげて「当たったら山分けね」と言ったとき酔いが覚めたので「あんたのそういう所にも問題が」と発言した）。そのため全て小千谷先生が悪いというイメージもあるが、みづほも多少は悪い所があるため元々2人とも相性は良くなかったとも言える。

## 武とサンディの恋愛
サンディと武の初めての出会いは、3巻でサンディがクリスマスの時バイト中に偶然出会いご飯をあげるところから始まった（後に同じような状況でまた偶然出会い、サンディは武に新巻ジャケを貰った）。
その後はサンディは武がケガをしたときに差し入れを持っていくなどしていたが、その時武はサンディが武に惚れている事に全く気づいていなかった。退院した時は世話になった看護師をちかこの家に連れていったのでサンディは切なげな顔をしていた。
そして4巻では本格的にサンディと付き合う様になりホテルでエッチをするほどの関係になり、「貧乏カップル」として定番ネタになる。またその当時小千谷先生とみづほもそのような関係に深まっていき、一時期2組のカップルがセットでネタになることがあった。
また武はちかこに勧められ同棲を考えた事もあったが、サンディは「お互いプライベートは大切にしましょうね」と抵抗した（武はショックを受けたのでそのまま旅に出てしまった）。
その後は危険な旅に招待したり、長野から来た女性とのトラブルがあったが小千谷先生とみづほのカップルとは違い最後まで別れる事なく、この2人がこの作品を最後を締めくくる事となった。